# Чемпионат мира по дзюдо 1958
Чемпионат мира по дзюдо 1958 года прошёл 30 ноября в Токио (Япония) в Токийском дворце спорта. Это был второй в истории чемпионат мира по дзюдо. Соревнования проходили только среди мужчин; деление на весовые категории отсутствовало.

## Общий медальный зачёт
| Место | Страна  | Золото | Серебро | Бронза | Всего |
| ----- | ------- | ------ | ------- | ------ | ----- |
| 1     | Япония  | 1      | 1       | 1      | 3     |
| 2     | Франция | 0      | 0       | 1      | 1     |

## Медалисты
| Весовая категория    | Золото     | Серебро       | Бронза                        |
| -------------------- | ---------- | ------------- | ----------------------------- |
| Абсолютная категория | Кодзи Сонэ | Акио Каминага | Бернар Паризе Кимиёси Ямасики |